# Shogakukan
Shogakukan Inc. (japansk: 株式会社小学館 Kabushiki gaisha Shōgakukan) er et japansk forlag, der udgiver ordbøger, skønlitteratur, manga, dvd'er og andre medier i Japan.
Ud fra Shogakukan er opstået Shueisha, hvorfra igen er opstået Hakusensha; disse er alle selvstændige virksomheder, men kaldes samlet for Hitotsubashi Group, en af de største forlagsgrupper i Japan. Shogakukan har hovedkvarter i Shogakukan-bygningen, Hitotsubashi, Chiyoda i Tokyo, og de to andre virksomheder har hjemme i samme distrikt.

## Serier udgivet af Shogakukan

### Manga-magasiner

#### Mandligt rettede manga-magasiner
Børnemanga
- CoroCoro Comic (siden 1977)
- Bessatsu CoroCoro Comic (siden 1981)
- CoroCoro Ichiban! (siden 2005)

Shōnen manga-magasiner
- Weekly Shōnen Sunday (siden 1959)
  - Blandt andet Musashi no Ken
- Shōnen Sunday Super (siden 1978)
- Shōnen Big Comic (1979–1987) (stoppet)
- Monthly Shōnen Sunday (siden 2009)
- Bessatsu Shōnen Sunday (別冊少年) (1960–1974)

Seinen manga-magasiner
- Big Comic (siden 1968)
  - Big Comic Business
  - Big Comic Original (siden 1972)
  - Big Comic Spirits (siden 1980)
  - Monthly Big Comic Spirits (siden 2009)
  - Big Comic Special
  - Big Comic Superior (siden 1987)
- IKKI (2003-2014) (stoppet)
  - Blandt andet Bokurano og Tetsuko no Tabi
- Monthly Sunday Gene-X (siden 2000)
- Weekly Young Sunday (1987–2008) (stoppet)

#### Kvindeligt rettede manga-magasiner
Børnemanga
- Pucchigumi (ぷっちぐみ) (siden 2006)

Shōjo manga-magasiner
- Betsucomi (siden 1970)
- Cheese! (siden 1996)
- ChuChu (2000–2010, nu stoppet)
- Ciao (siden 1977)
- Pochette
- Shōjo Comic (siden 1968)
  - Blandt andet So Cute It Hurts!!

Josei manga-magasiner
- Flowers (siden 2002)
- Judy
- Petit Comic (siden 1977)
- Rinka (2007–stoppet)[1]

### Modeblade
- CanCam (siden 1982)

## Light novels
- Gagaga Bunko-serien (siden 2007)
  - Blandt andre Gonna be the Twin-Tails!!